# Prix Tanizaki
Le Prix Jun'ichirō Tanizaki (谷崎潤一郎賞, Tanizaki Jun'ichirō shō) créé à sa mort en 1965 en hommage au grand écrivain Jun'ichirō Tanizaki par la maison d'édition Chūōkōron-sha (中央公論社), fait partie des prix littéraires japonais importants, tout comme le Prix Akutagawa (芥川龍之介賞). 
Contrairement à celui-ci, cependant, le prix Tanizaki récompense les romans longs et non les nouvelles ou romans courts. Il récompense donc plus souvent des auteurs ayant déjà fait leurs preuves.
Le lauréat reçoit une plaque commémorative ainsi qu'une bourse d'un million de yens. 

## Liste des lauréats
| Année | Lauréat(s)                                                                                             | Traduction française                  |
| ----- | --- | ------------------------------------- |
| 1965  | Nobuo Kojima, Hōyō kazoku (抱擁家族)                                                                   | Le Cercle de famille, Picquier        |
| 1966  | Shūsaku Endō, Chinmoku (沈黙)                                                                          | Silence, Denoël                       |
| 1967  | Kenzaburō Ōe, Manen gannen no futtoboru (万延元年のフットボール)                                       | Le Jeu du Siècle, Gallimard           |
| 1967  | Kōbō Abe, Tomodachi (友達)                                                                             | Les Amis, Gallimard                   |
| 1968  | non attribué                                                                                           |                                       |
| 1969  | Fumiko Enchi, Shuwo ubau mono / Kizu aru tsubasa / Niji to Shura (朱を奪うもの / 傷ある翼 / 虹と修羅)  | -                                     |
| 1970  | Yutaka Haniya, Yami no naka no kuroi uma\|闇のなかの黒い馬}                                            | -                                     |
| 1970  | Junnosuke Yoshiyuki, Anshitsu (暗室)                                                                   | La Chambre noire, Picquier            |
| 1971  | Hiroshi Noma, Seinen no wa (青年の環)                                                                  | -                                     |
| 1972  | Saiichi Maruya, Tatta hitori no hanran (たった一人の反乱)                                              | Rébellions solitaires, Robert Laffont |
| 1973  | Otohiko Kaga, Kaerazaru natsu (帰らざる夏)                                                             | -                                     |
| 1974  | Yoshimi Usui, Azumino (安曇野)                                                                         | -                                     |
| 1975  | Tsutomu Minakami, Ikkyū (一休)                                                                         | -                                     |
| 1976  | Shizuo Fujieda, Denshin-ugaku (田紳有楽)                                                               | -                                     |
| 1977  | Toshio Shimao, Hi no utsuroi (日の移ろい)                                                              | -                                     |
| 1978  | Shin'ichirō Nakamura, Natsu (夏)                                                                       | L'Eté, Picquier                       |
| 1979  | Tanaka Komimasa, Poroporo (ポロポロ)                                                                   | -                                     |
| 1980  | Taeko Kōno, Ichinen no banka (一年の牧歌)                                                              | -                                     |
| 1981  | Shichirō Fukazawa, Michinoku no ningyo tachi (みちのくの人形たち)                                      | -                                     |
| 1981  | Akio Gotō, Yoshinodayu (吉野大夫)                                                                      | -                                     |
| 1982  | Minako Oba, Katachi mo naku (寂兮寥兮)                                                                 | -                                     |
| 1983  | Yoshikichi Furui, Asagao (槿)                                                                          | -                                     |
| 1984  | Kuroi Senji, Gunsei (群棲)                                                                             | -                                     |
| 1984  | Yūichi Takai, Kono kuni no sora (この国の空)                                                           | -                                     |
| 1985  | Haruki Murakami, Sekai no owari to h-boirudo wandārando (世界の終わりとハードボイルド・ワンダーランド) | La Fin des temps, Seuil               |
| 1986  | Keizō Hino, Sakyu ga ugoku yo ni (砂丘が動くように                                                     | -                                     |
| 1987  | Yasutaka Tsutsui, Yumenokizaka bunkiten (夢の木坂分岐点)                                               | Le Censeur de rêves, Stock            |
| 1988  | non attribué                                                                                           |                                       |
| 1989  | non attribué                                                                                           |                                       |
| 1990  | Kyōko Hayashi, Yasurakani ima wa nemuri tamae (やすらかに今はねむり給え)                               | -                                     |
| 1991  | Hisashi Inoue, Shanhai Mūn (シャンハイムーン)                                                          | -                                     |
| 1992  | Jakuchō Setouchi, Hana ni toe (花に問え)                                                               | -                                     |
| 1993  | Natsuki Ikezawa, Macias Gili no sikkyaku (マシアス・ギリの失脚)                                        | -                                     |
| 1994  | Tsujii Takashi, Niji no misaki (虹の岬)                                                                | -                                     |
| 1995  | Kunio Tsuji, Saigyo kaden (西行花伝)                                                                   | -                                     |
| 1996  | non attribué                                                                                           |                                       |
| 1997  | Kazushi Hosaka, Kioku no kisetsu (季節の記憶)                                                          | -                                     |
| 1997  | Taku Miki, Roji (路地)                                                                                 | -                                     |
| 1998  | Yūko Tsushima, Hi no yama - yama saru ki (火の山―山猿記)                                               | -                                     |
| 1999  | Nobuko Takagi, Tōkōnoki (透光の樹)                                                                     | -                                     |
| 2000  | Noboru Tsujihara, Yudotei Maruki (遊動亭円木)                                                          | -                                     |
| 2000  | Ryū Murakami, Kyoseichu (共生虫)                                                                       | Parasites, Picquier                   |
| 2001  | Hiromi Kawakami, Sensei no kaban (センセイの鞄)                                                        | Les Années douces, Picquier           |
| 2002  | non attribué                                                                                           |                                       |
| 2003  | Yōko Tawada, Yōgisha no yakōressha (容疑者の夜行列車)                                                  | Train de nuit avec suspects, Verdier  |
| 2004  | Toshiyuki Horie, Yukinuma to sono shūhen (雪沼とその周辺)                                              | -                                     |
| 2005  | Kō Machida, Kokuhaku (告白)                                                                            | -                                     |
| 2005  | Eimi Yamada, Fumi zekka (風味絶佳)                                                                     | -                                     |
| 2006  | Yōko Ogawa, Mina no kōshin (ミーナの行進)                                                              | La Marche de Mina, Actes Sud          |
| 2007  | Yūichi Seirai, Bakushin (爆心)                                                                         | -                                     |
| 2008  | Natsuo Kirino, Tokyo-jima (東京島)                                                                     | L’Ile de Tokyo, Seuil                 |
| 2009  | non attribué                                                                                           |                                       |
| 2010  | Kazushige Abe, Pisutoruzu (Pistiles) (ピストルズ)                                                      | -                                     |
| 2011  | Inaba Mayumi, Hantō e (半島へ)                                                                         | La Péninsule aux 24 saisons, Picquier |
| 2012  | Gen'ichirō Takahashi Sayonara Christopher Robin (さよならクリストファー・ロビン)                       | -                                     |
| 2013  | Mieko Kawakami, Ai no Yume to ka (愛の夢とか)                                                          | -                                     |
| 2014  | Hikaru Okuizumi Tōkyō jijoden (東京自叙伝)                                                             | -                                     |
| 2015  | Kaori Ekuni Yamori, kaeru, shijimichō (ヤモリ、カエル、シジミチョウ)                                   | -                                     |
| 2016  | Akiko Itoyama Hakujō (薄情)                                                                            | -                                     |
| 2016  | Nagashima Yū, San no tonari wa gogōshitsu (三の隣は五号室)                                             | -                                     |
| 2017  | Hisaki Matsuura, Meiyo to kōkotsu (名誉と恍惚)                                                         | -                                     |
| 2018  | Tomoyuki Hoshino, Konô (焰)                                                                            | -                                     |
| 2019  | Kiyoko Murata, Hi-zoku (飛族)                                                                          | -                                     |
| 2020  | Ken’ichirō Isozaki, Nihon Momai Zenshi(日本蒙昧前史)                                                   | -                                     |
| 2021  | Hitomi Kanehara, Ansōsharu disutansu (Unsocial Distance) (アンソーシャルディスタンス)                  | -                                     |
| 2022  | Banana Yoshimoto, Miton to fubin (ミトンとふびん)                                                      | -                                     |
| 2023  | Kikuko Tsumura, Suishagoya no nene” (水車小屋のネネ)                                                   | -                                     |
| 2024  | Tomoka Shibasaki, Tsudzuki to hajimari (続きと始まり)                                                  | -                                     |